# Franz Link (Politiker)
Franz Link (geboren 13. Juli 1869 in Itschina, Österreich-Ungarn; gestorben 2. September 1937 in Krnov) war ein österreichisch-tschechoslowakischer Gewerkschafter und Politiker. 

## Leben
Franz Link machte eine Lehre als Weber und wurde Textilarbeiter. Er organisierte sich gewerkschaftlich und war in der Region Österreichisch-Schlesien führend am Aufbau der „Union der Textilarbeiter“ beteiligt, die ihren Sitz in Reichenberg hatte. Link wurde Gewerkschaftssekretär in Jägerndorf. Er engagierte sich in der Sozialdemokratie und wurde in den Stadtrat in Jägerndorf gewählt. Er war auch Mitglied in der Bezirksvertretung. Link veröffentlichte 1910 einen Band Gedichte. 
Bei den ersten Parlamentswahlen in der Tschechoslowakei 1920 war er Kandidat der Deutschen sozialdemokratischen Arbeiterpartei (DSAP) für den Tschechoslowakischen Senat. Er schied mit Ablauf der Legislaturperiode 1925 aus dem Parlament aus.

## Werke
- Gedichte aus dem Arbeiterleben, 1910